# Sanguisorbinae
Sous-tribu
Les Sanguisorbinae sont une sous-tribu de plantes à fleurs de la famille des roses, les Rosacées. C'est la sœur de la sous-tribu des Agrimoniinae dans la tribu des Sanguisorbeae.

## Liste des genres
Selon NCBI (12 décembre 2021) :
- genre Acaena Mutis ex L., 1771
- genre Bencomia Webb & Berthel., 1842
- genre Cliffortia L.
- genre Dendriopoterium Svent., 1948
- genre Marcetella Svent., 1948
- genre Margyricarpus Ruiz & Pav., 1794
- genre Polylepis Ruiz & Pav.
- genre Poteridium Spach, 1846
- genre Poterium L., 1753
- genre Sanguisorba L., 1753
- genre Sarcopoterium Spach, 1846
- genre Tetraglochin